# Четири апостола
Четири апостола назив је диптиха великог немачког ренесансног сликара Албрехта Дирера. Као његово последње велико дело, насликана је од 1523—1526. године. Иако је намењена за град Нирнберг, баварски принц Максимилијан II дошао је у посед слике 1627. године, захваљујући притиску на градске оце. Од те године слика се налази у Минхену. И пред свим покушаја повратка слике у град Нирнберг, од 1806. године, она није враћена. „Четири апостола” први пут су представљена јавности 1526. године у граду Нирнбергу, који се 1525. придружио лутеранским градовима.
Захваљујући снази слике, али и њеним бројним преносивим графикама, Дирер је био и остао један од најутицајнијих уметника 16. века у Немачкој.

## Историја
Албрехт Дирер, који је рано постао следбеник Мартина Лутера надајући се да ће му он дозволити да изради његов портрет у бакрорезу, као што је израдио портрет других важних реформатора, попут Грунвалда, наставио је сликати за своје католичке покровитеље.
Да је био уметник реформације може се препознати по промени сликарског стила 1520-их, у коме је он са дотада доминантним раскошом на сликама и мноштвом ликова, прешао на скромне приказе једноставнијих тема. Врхунац таквог Диреровог приступа је слика „Четири апостола”, која се с правом сматра Диреровим „уметничким тестаментом”.

## Опис
На две паралелне плоче Дирер је насликао по два апостола значајна за протестантску доктрину. Млади Иван на левој страни и старији Павле на десној. Лутерови омиљени јеванђелисти, налазе се један насупрот другога у првом плану. Иза Ивана вири, као да чучи, стари Петар, први папа, држећи кључ Цркве у руци. Такође је и Марко, готово потпуно покривен Павлом, чијем су се учењу снажно дивили протестанти.
- Апостол Иван
- Апостол Павле
- Апостол Петар
- Апостол Марко

Цитати из апостолских писама испод њих су изведени из Лутеровог превода Библије, а одабрани су како би упозорили град да не прихвата људске грешке и претварање (лажне пророке) као Божју вољу, него да следе речи из Новог завета. Тако они представљају залог против католика, подједнако као и против радикалних протестаната, као и, у општем смислу, четири карактера и космичку поделу на четвртине: годишња доба, природне елементе, доба дана и животна раздобља.
Слика је засигурно требало да покаже могућност постојања протестантског сликарства. Па је пре настанка слике Дирер написао:
| „ | Хришћанина неће више заводити сујеверје слика или моћи као што поштена човека на убиство не наводи пуко ношење оружја. Јер тај који обожава слику, дрво или камен, заиста мора бити човек који не размишља. Слика стога доноси више добра него зла, ако је изведена с поштовањем, уметнички и вешто. | ” |

.
Апостоли имају вајарску чврстоћу која подсећа на раноренесансне скулптуре, а њихови тешки набори на Рафаелове ликове са слике Проповед Светог Павла у Атини коју је Дирер сигурно видио током свог путовања у Холандију 1521. године.